# Referendum sull'indipendenza del Montenegro del 1992
Il Referendum sull'indipendenza del Montenegro del 1992 fu il primo referendum riguardante l'indipendenza del Montenegro, tenutosi il 1° marzo 1992 nella Repubblica Socialista di Montenegro.

## Contesto storico
Durante il conflitto in Croazia, la Comunità europea organizzò una conferenza di pace sulla Jugoslavia all'Aia presieduta da Lord Carrington, l'ex segretario per gli affari esteri britannico che aveva prestato servizio nel primo gabinetto di Margaret Thatcher.
Il referendum fu il risultato della decisione del presidente montenegrino Momir Bulatović di accettare i termini stabiliti da Lord Carrington, che avrebbero trasformato la Jugoslavia in una libera associazione di stati indipendenti, con lo status di soggetti del diritto internazionale. La decisione di Bulatović lo fece scontrare il suo alleato, il presidente serbo Slobodan Milošević, i partiti di rappresentanza serba, tra cui il Partito Popolare, e la leadership serba, che aggiunse un emendamento al piano Carrington che avrebbe consentito agli stati che non desideravano separarsi dalla Jugoslavia di stabilire un nuovo stato. Quattro delle sei repubbliche (Slovenia, Croazia, Macedonia e Bosnia ed Erzegovina) della Repubblica Socialista Federale di Jugoslavia si erano già staccate dalla federazione e il Montenegro (più che altro simbolicamente) decise di indire un referendum sul proprio status.
Il quesito presentato fu il seguente:
Siete favorevoli al fatto che il Montenegro, in quanto repubblica sovrana, continui a vivere in uno stato comune, la Jugoslavia, pienamente alla pari con le altre repubbliche che desiderano lo stesso?
Si poteva rispondere con SÌ (contro l'indipendenza) o NO (a favore dell'indipendenza).

## Campagna elettorale
In vista del referendum, i due partiti al potere in Serbia e Montenegro negoziarono sulla formazione e la distribuzione del potere nella nuova Jugoslavia. Bulatović propose un modello confederale, con uno stato comune dotato di un mercato, una moneta, una politica monetaria e una politica estera comune, anche se tale da consentire rappresentanze consolari separate e un sistema di difesa comune, per dare un certo grado di autonomia alle repubbliche. L'élite politica serba si oppose all'idea di uno status di uguaglianza del Montenegro all'interno della federazione. A causa della sua influenza sulla classe politica montenegrina, questa posizione riuscì a prevalere.
Il governo montenegrino, interessato a facilitare la rapida accettazione del nuovo stato, adottò la Legge sul referendum, la quale limitava il dibattito pubblico a un periodo di soli sette giorni. L'opposizione montenegrina si oppose al carattere antidemocratico del referendum, organizzando manifestazioni e tentando di convincere gli elettori che esistevano alternative a una federazione stretta con la Serbia. Il Partito Democratico dei Socialisti al potere fece campagna con lo slogan "Jugoslavia senza alternative" e, contemporaneamente, lavorò per intralciare le attività dell'opposizione. Bulatović e il primo ministro Milo Đukanović si impegnarono in prima persona, attaccando gli indipendentisti e, grazie al controllo statale dei media, facendosi propugnatori dell'opzione federalista.
I partiti favorevoli alla federazione con la Serbia erano il Partito Democratico dei Socialisti del Montenegro, il Partito Popolare e il Partito Radicale Serbo.
Favorevoli all'indipendenza erano l'Alleanza Liberale del Montenegro, il Partito Socialista Nazionale e la comunità albanese, i quali però decisero di boicottare il referendum e abbassarono l'affluenza finale alle urne.

## Risultati
Elettori registrati: 421.549
- Affluenza alle urne: 278.382 (66,04%)
  - SI: 266.273 (95.96%)
  - NO: 8.755 (3,14%)

Risultati comune per comune:
| Comune       | NO            | SI              | Elettori registrati | Affluenza       |
| ------------ | ------------- | --------------- | ------------------- | --------------- |
| Andrijevica  | 5 (0,11%)     | 4.596 (99,61%)  | 4.720               | 4.614 (97,75%)  |
| Antivari     | 616 (5%)      | 11.523 (93,61%) | 25.550              | 12.309 (48,18%) |
| Berane       | 697 (3,99%)   | 16.679 (95,37%) | 25.040              | 17.488 (69,84%) |
| Bijelo Polje | 363 (1,65%)   | 21.271 (96,75%) | 35.597              | 21.985 (61,76%) |
| Budua        | 204 (3,20%)   | 6.124 (95,99%)  | 8.696               | 6.380 (73,37%)  |
| Cettigne     | 326 (3,41%)   | 9.093 (95,24%)  | 14.408              | 9.547 (66,26%)  |
| Danilovgrad  | 93 (1,03%)    | 8.092 (89,28%)  | 11.319              | 9.064 (80,08%)  |
| Castelnuovo  | 486 (3,09%)   | 15,071 (95,79%) | 21.130              | 15.374 (74,46%) |
| Kolašin      | 44 (0,67%)    | 6.455 (98,47%)  | 8.103               | 6.555 (80,90%)  |
| Cattaro      | 693 (5,83%)   | 10.937 (91,98%) | 16.560              | 11.981 (71,81%) |
| Mojkovac     | 35 (0,52%)    | 6.677 (99,23%)  | 7.508               | 6.729 (89,62%)  |
| Nikšić       | 775 (1,76%)   | 43.160 (97,83%) | 52.758              | 44.118 (83,62%) |
| Plav         | 96 (3,37%)    | 2.730 (95,79%)  | 10.314              | 2.850 (27,63%)  |
| Plužine      | 12 (0,36%)    | 3.353 (99,29%)  | 3.763               | 3.377 (89,74%)  |
| Pljevlja     | 452 (2,05%)   | 21.543 (97,50%) | 28.573              | 22.095 (77,33%) |
| Podgorica    | 2.746 (4,03%) | 64.955 (95,21%) | 103.211             | 68.222 (66,10%) |
| Rožaje       | 136 (8,98%)   | 1.360 (89,77%)  | 13.962              | 1.515 (10,85%)  |
| Šavnik       | 16 (0,66%)    | 2,385 (98,68%)  | 2.731               | 2.417 (88,50%)  |
| Tivat        | 720 (12,37%)  | 4.915 (84,44%)  | 8.737               | 5.821 (66,62%)  |
| Dulcigno     | 215 (7,98%)   | 2.411 (89,50%)  | 15.363              | 2.694 (17,54%)  |

## Conseguenze
Una nuova costituzione, che diede vita alla Repubblica Federale di Jugoslavia, entrò in vigore il 27 aprile 1992. L'opposizione montenegrina si riferì alla nuova carta con il titolo dispregiativo "Costituzione di Žabljak", dal nome della località montana in cui le due leadership si incontrarono per creare il nuovo stato.
Nonostante il risultato raggiunto, irritato dall'intenzione di Bulatović di accettare il piano di Lord Carrington, così come dalla sua richiesta di convocare una sessione speciale dell'Assemblea montenegrina per discutere la possibilità di un indire un altro referendum, il Partito Socialista serbo (SPS) al governo in Serbia appoggiò l'avversario di Bulatović alle elezioni presidenziali del 1992, ovvero Branko Kostić. Durante la campagna elettorale, Bulatović cercò di continuare a trovare un equilibrio tra i due poli politici contrapposti, l'unionismo e l'indipendentismo, sostenendo l'autonomia montenegrina e l'uguaglianza con la Serbia nel quadro della RFY. Kostić, invece, si presentò come un "Grande serbo", allineandosi direttamente a Slobodan Milošević e alla politica dell'SPS. Il DPS trionfò sia alle elezioni presidenziali sia a quelle parlamentari e Milo Đukanović continuò a ricoprire la carica di Primo Ministro del Montenegro, allontanandosi ulteriormente dalle politiche sostenute dalla leadership serba.